# رعيت تاوي
رعيت أو رعيت تاوي، هي إلهة مصرية قديمة، وهي الجانب الأنثوي من الإله رع إله الشمس، فاسمها هو الصيغة المؤنثة من اسم الإله رع، أما الاسم الأطول رعيت تاوي فيعني «رعيت الأرضين» أي مصر العليا والسفلى.

## أصولها
تظهر الإلهة رعيت لأول مرة خلال عهد الأسرة الخامسة، ومن المرجح أن تكون رعيت مرافقة للإله رع منذ بدايتها، ولم يكن لها أصل منفصل عنه مطلقاً. وعلى الرغم من أنها كانت تسمى سيدة السماء والآلهة، فإنها لم تصل إلى أهمية الإلهة حتحور، التي كانت تعتبر أيضا زوجة للإله رع (أو في روايات أخرى ابنته).

## عبادتها المحلية
وقد اعتبرت الإلهة رعيت أيضا زوجة للإله منتو، وشكلت ثالوثاً معه وابنهما حرباخرد (حربوقراط) في معبدي الكرنك والمدمود. وكان يوم عيدها في الشهر الرابع من موسم الحصاد (شمو-الصيف). وكانت مراكز عبادتها في المدمود والطود وطيبة. وقد وجدت تراتيل لها على شظايا مكتوبة بالديموطيقية من الفترة الرومانية.

## هوامش
1. 1 2  Richard Wilkinson: The Complete Gods and Goddesses of Ancient Egypt. London, Thames and Hudson, 2003. ISBN 978-0-500-05120-7 p.164
2. ↑  Wörterbuch, p.402
3. ↑  Kockelmann, Holger (2003). "A Roman Period Demotic Manual of Hymns to Rattawy and other Deities (P. Ashm. 1984.76)". The Journal of Egyptian Archaeology. 89.